# 伊先諾湖
56°32′25″N 28°49′43″E / 56.54028°N 28.82861°E
伊先諾湖（俄语：Исенно）是俄羅斯的湖泊，位於該國西北部，由普斯科夫州負責管轄，處於奧波奇卡區，面積1.1平方公里，集水區面積4.8平方公里，平均水深2米，最大水深3.8米。